# Liste der Monuments historiques in Poilcourt-Sydney
Die Liste der Monuments historiques in Poilcourt-Sydney führt die Monuments historiques in der französischen Gemeinde Poilcourt-Sydney auf.

## Liste der Objekte
| Bezeichnung                   | Beschreibung                                    | Standort                       | Kennzeichnung | Schutzstatus | Datum | Bild |
| ----------------------------- | ----------------------------------------------- | ------------------------------ | ------------- | ------------ | ----- | ---- |
| Grabstein für Jean de Coucy   | Stein, bezeichnet 1622                          | in der Kirche St-Pierre (Lage) | PM08000393    | Classé       | 1908  |      |
| Skulptur Madonna mit Kind (1) | Holz, farbig gefasst, 17. Jahrhundert           | in der Kirche St-Pierre (Lage) | PM08000394    | Classé       | 1966  |      |
| Skulptur Madonna mit Kind (2) | Stein, farbig gefasst, 15. oder 16. Jahrhundert | in der Kirche St-Pierre (Lage) | PM08000395    | Classé       | 1966  |      |